# Magnus Ivari Leufstadius
Magnus Ivari Leufstadius, död 1671 i Österlövsta församling, var en svensk präst.

## Biografi
Magnus Leufstadius var son till kyrkoherden Ivarus Matthiae i Österlövsta församling. Han blev adjunkt hos sin fader och blev 1633 kyrkoherde efter honom i Österlövsta församling. Leufstadius var riksdagsman vid riksdagen 1657. Han avled 1671 i Österlövsta församling.

### Familj
Leufstadius var gift med Anna Andersdotter. Hon var dotter till borgmästaren i Öregrund. De fick tillsammans barnen kyrkoherden Pehr Leufstadius (död 1700) i Österlövsta församling, kyrkoherden Anders Leufstadius i Veckholms församling, kyrkoherden Ivar Leufstadius i Funbo församling, Catharina Leufstadius som var gift med komministern Lars Bened. Sandel i Sankt Nikolai församling, Stockholm och Anna Leufstadius som var gift med brukspatronen Isaac Mackey.